# C-BooL
C-BooL, справжнє ім'я Гжегож Цебуля (пол. Grzegorz Cebula; нар. 30 травня 1981, Писковіце, ПНР) — польський ді-джей та продюсер.
Творчу кар'єру розпочав у 1998 році місцевим діджеєм. Першими популярними композиціями на польському радіо були «You Feel Feeds» та «House Babe». Відтоді розпочав виступи під сценічним ім'ям «C-BooL». Пізніше, у 2010 році, він випустив разом зі співачкою Isabelle композицію «Body & Soul».
У 2016 році вийшов сингл «Never Go Away». Трек став популярним не лише в Польщі, але й в інших європейських країнах і став одним із найрейтинговіших польських ефірних чартах.
«Never Go Away» та «Magic Symphony» були відзначені преміями «Eska Music Award». Наступні сингли «DJ Is Your Name», «Wonderland» та «Fire In My Head» повторили успіх попередніх треків.

## Дискографія

### Альбом
- 8 Years (2011)

### Сингли
| Назва                                                                       | Рік  | Найвища позиція | Найвища позиція  | Найвища позиція | Найвища позиція | Найвища позиція | Найвища позиція | Продажі        | Сертифікати         | Альбом               |
| Назва                                                                       | Рік  | POL             | POL (TV Airplay) | RUS             | CZE             | SVK             | UKR             | Продажі        | Сертифікати         | Альбом               |
| --------------------------------------------------------------------------- | ---- | --------------- | ---------------- | --------------- | --------------- | --------------- | --------------- | -------------- | ------------------- | -------------------- |
| Would You Feel                                                              | 2004 | —               | —                | —               | —               | —               | —               |                |                     | 8 Years              |
| House Babe                                                                  | 2005 | —               | —                | —               | —               | —               | —               |                |                     | 8 Years              |
| Body & Soul (за участі Isabelle)                                            | 2010 | —               | 1                | 254             | —               | —               | —               |                |                     | 8 Years              |
| Do You Know                                                                 | 2012 | —               | —                | —               | —               | —               | —               |                |                     | Сингли поза альбомом |
| Never Go Away (за участі Giang Pham)                                        | 2016 | 1               | 1                | 4               | —               | 95              | 16              | - POL: 100,000 | - ZPAV: Diamond     | Сингли поза альбомом |
| "Magic Symphony" (за участі Giang Pham)                                     | 2016 | 1               | 1                | —               | 64              | —               | —               | - POL: 80,000  | - ZPAV: 4x Platinum | Сингли поза альбомом |
| "DJ Is Your Second Name" (за участі Giang Pham)                             | 2017 | 3               | 4                | 3               | —               | —               | 8               | - POL: 60,000  | - ZPAV: 3x Platinum | Сингли поза альбомом |
| "Wonderland"                                                                | 2018 | 1               | 1                | —               | —               | —               | —               | - POL: 100,000 | - ZPAV: Diamond     | Сингли поза альбомом |
| "Fire In My Head" (за участі Cadence XYZ)                                   | 2018 | 4               | —                | —               | —               | —               | —               |                |                     | Сингли поза альбомом |
| "Catch You"                                                                 | 2019 | —               | —                | 3               | —               | —               | 23              |                |                     | Сингли поза альбомом |
| "La La Love" (за участі Skytech & Giang Pham)                               | 2019 | 3               | 5                | —               | —               | —               | —               |                |                     | Сингли поза альбомом |
| "—" позначає запис, який не склав діаграму або не виходив на цій території. |      |                 |                  |                 |                 |                 |                 |                |                     |                      |

### Ремікси
| Назва                               | Рік  | Найвища позиція | Найвища позиція  |
| Назва                               | Рік  | POL             | POL (TV Airplay) |
| ----------------------------------- | ---- | --------------- | ---------------- |
| "Rumors" (R3hab feat. Софія Карсон) | 2018 | 10              | 5                |

## Нагороди та номінації
| Рік  | Церемонія                | Категорія                        | Результат  |
| ---- | ------------------------ | -------------------------------- | ---------- |
| 2016 | Eska Music Awards        | Найкращий хіт («Never Go Away»)  | Перемога   |
| 2017 | Eska Music Awards        | Найкращий хіт («Magic Symphony») | Перемога   |
| 2017 | Eska Music Awards        | Best DJ/Producer                 | Номінація  |
| 2017 | Polsat SuperHit Festiwal | Радіохіт року                    | 2-ге місце |